# Mosquée An-Nasr
La mosquée An-Nasr (en arabe, مسجد النصر) est une mosquée située à Naplouse, en Cisjordanie. Construite en 1935, elle se caractérise par son dôme turquoise.

## Histoire
À l'origine, An-Nasr est une église  byzantine, puis les Templiers construisent une petite église consistant dans un bâtiment de forme circulaire avec un dôme rouge pendant la domination de la Palestine par les  Croisés. Ces derniers perdent Naplouse en 1187 aux mains des Ayyoubides et Naplouse était tombée aux mains des Mamelouks au XIVe siècle. Ceux-ci transforment l'église des Croisés pour en faire la mosquée An-Nasr à trois nefs. Les Ottomans construisent un bâtiment gouvernemental à côté de la mosquée. An-Nasr est détruite par le tremblement de terre qui frappe Naplouse en 1927.

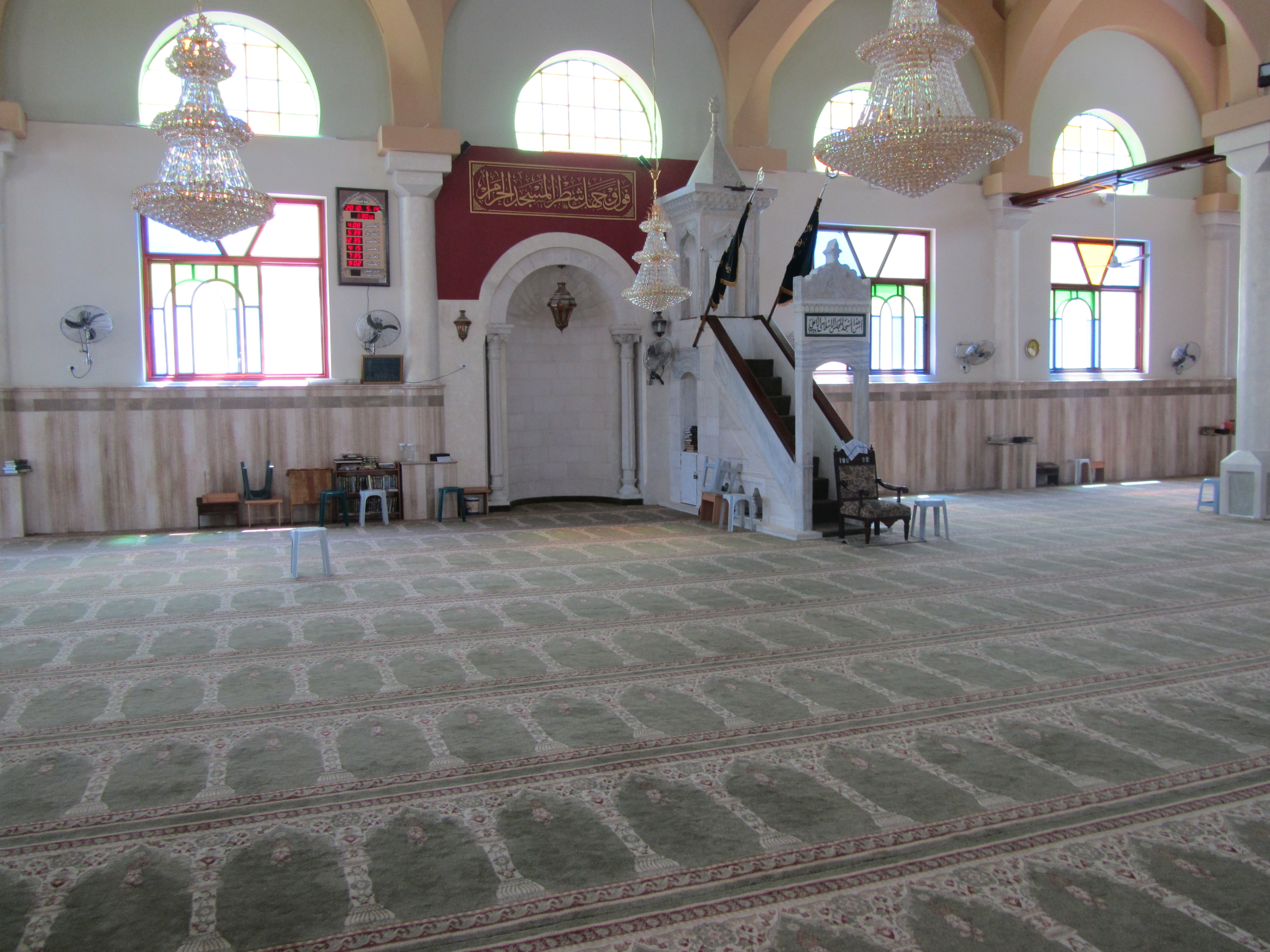
Intérieur de la mosquée

Le Conseil suprême musulman (en) dirigé par Amin al-Husseini fait reconstruire la mosquée An-Nasr sur le site avec une conception complètement différente des structures en 1935. La reconstruction a été supervisée par le cheikh Amr Arafat, résident de Naplouse dont le clan, les Fityanis, a assuré la surintendance du waqf de la mosquée. L'imam de la mosquée appartient traditionnellement à l'école du hanafisme. Selon la tradition islamique, la mosquée An-Nasr est construite à l'endroit exact où les fils de Jacob lui ont remis la « tunique ensanglantée et en lambeaux » de Joseph.
En février 1998, la violence éclate à Naplouse entre les soldats israéliens et les Palestiniens et fait plusieurs morts palestiniens après que des soldats israéliens se sont querellés avec des fidèles palestiniens à la mosquée An-Nasr